# Dolo eventuale
Il dolo eventuale è una manifestazione di volontà illecita in cui l'agente, pur di realizzare un determinato risultato, accetta che le conseguenze della sua condotta possano produrre (anche) un (altro e) diverso illecito non direttamente perseguito.                                        "Il dolo eventuale può spaziare da un limite minimo in cui l'agente, pur rappresentandosi ed accettando il verificarsi dell'evento spera che esso non si verifichi, a un limite massimo in cui l'agente ha la quasi certezza del verificarsi dell'evento da lui accettato, ancorché non direttamente voluto (se l'avesse, invece, voluto direttamente, ricorrerebbe ovviamente dolo diretto)".

## Tipologia
È proprio la previsione e accettazione del rischio che fa differire questa figura dall'affine figura della colpa cosciente. L'agente decide di agire "costi quel che costi". Ad esempio: Tizio supera un’automobile in condizioni di asfalto scivoloso (azione illecita) prevedendo e accettando il rischio indomabile di poter provocare un incidente mortale e le relative conseguenze giuridiche. Se l’incidente si verifica e qualcuno perde la vita, Tizio sarà accusato di omicidio doloso, con dolo eventuale.
Il confine tra dolo eventuale e colpa cosciente denota incertezza applicative anche nel diritto anglosassone ("Fletcher fa l'esempio dello stupratore che mette la mano sulla bocca della vittima 'con indifferenza al suo destino' e lei soffoca. Secondo Fletcher, nei sistemi legali tedesco ed ex sovietico, che impiegano questo concetto, ciò equivarrebbe a un omicidio intenzionale. Nei sistemi con una definizione più restrittiva dell'intenzione, non lo sarebbe".), nel diritto dell'est-Europa, in quello tedesco (ROXIN sottolinea: "Chi include nei suoi calcoli la realizzazione di un tipo riconosciuto come possibile, senza che questa lo dissuada dal suo progetto, ha consapevolmente deciso - anche se solo per il caso - spesso contro la propria speranza di evitarlo."), in quello dei paesi latini (Per F. Munoz Conde "Nel dolo eventuale il soggetto si rappresenta il risultato come di probabile produzione e, sebbene non voglia produrlo, continua ad agire, ammettendone l'eventuale realizzazione. Il soggetto non vuole il risultato pero 'cuenta con él', 'admite su producción', 'acepta el riesgo', 'no le importa lo que pase', etc.")  e nel diritto francese: "la maggior parte degli autori e anche la giurisprudenza considerano il dolus eventualis come une simple faute. Per quanto probabile possa essere stato il risultato, il fatto di aver agito senza averlo voluto, costituisce una colpa di imprudenza, anche grave, ma comunque non intenzionale, perché ci sia intenzione è necessario che ci sia stata previsione e almeno eventuale accettazione del risultato.Tuttavia, la soluzione opposta, che assimila il dolo eventuale al dolo diretto e lo punisce come dolo intenzionale, ha trovato la sua applicazione giuridica nel caso in cui un incendio provocato deliberatamente abbia provocato accidentalmente la morte o il ferimento di una o più persone (Codice penale, n. art. 322-10)".
Si tratti di una forma di dolo complessa e di difficile accertamento processuale, che da anni si presta a sovrainterpretazioni estensive di politica criminale giudiziaria, per soddisfare istanze socialmente avvertite di prevenzione repressiva in tradizionali settori di responsabilità colposa (incidenti stradali e infortuni sul lavoro). Tuttavia, "...qualificare come omicidio commesso con dolo eventuale ipotesi di causazione di eventi letali dovuti a condotte di guida di estrema pericolosità (come, ad esempio, attraversare in macchina a 100 Km/h un incrocio con semaforo <<rosso>> in una zona molto trafficata), ovvero casi di inosservanza particolarmente grave di misure antiinfortunistiche, rispecchia preoccupazioni di fondo facilmente intuibili: la scelta del dolo, oltre a stigmatizzare più fortemente anche su di un piano simbolico l'elevato grado di disvalore insito in condotte assai sconsiderate dell'automobilista o in atteggiamenti gravemente irresponsabili del datore di lavoro, veicola infatti messaggi generalpreventivi sollecitati dalla paura collettiva del ripetersi di accadimenti analoghi in futuro. Ma, considerata sotto un aspetto strettamente tecnico, questa inedita giurisprudenza finisce col riproporre – in forma aggravata – due grossi nodi ben noti relativi, rispettivamente: da un lato, alla plausibilità e consistenza dei criteri distintivi fino ad oggi utilizzabili (eventualmente anche in forma sincretistico-additiva, come ad esempio nel caso del «rogo della Thyssenkrupp» deciso dalla Corte di Assise di Torino) per distinguere tra dolo eventuale e colpa con previsione; e, dall'altro, alle tecniche probatorie corrispondentemente impiegabili in sede processuale".
L'accettazione dell'evento ulteriore è ciò che differenzia il dolo eventuale anche dalla preterintenzione ("oltre le intenzioni"). Nella preterintenzione, l'agente vuole cagionare un danno, ma non così grave come quello che in effetti si realizza in concreto. Ad esempio, se durante una colluttazione Tizio dà un pugno a Caio, Tizio vuole senz'altro percuotere Caio, e di questo è pienamente responsabile. Se però Caio perde l'equilibrio, cade e muore battendo la testa, la morte di Caio va oltre quella che era la volontà lesiva di Tizio, e anche oltre le sue previsioni sulle conseguenze della sua condotta. Per cui, non si tratta di omicidio colposo, perché Tizio voleva provocare un danno a Caio, ma non è nemmeno omicidio doloso, perché Tizio non voleva la morte di Caio. È invece omicidio preterintenzionale, perché l'evento che di fatto si è verificato va oltre le intenzioni di Tizio.
La sentita ricerca di dare una più performante distinzione tra dolo eventuale, colpa cosciente e preterintenzione, che regga concretamente nell'applicazione degli operatori del diritto, ha indotto alcuni legislatori a creare la Deliberata messa in pericolo della persona altrui (Mise en danger délibérée), la condotta sconsiderata (Recklessness), e una colpevolezza particolarmente grave (Leichtfertigkeit) con risultati spesso sconfinanti nella responsabilità giuridica presunta: essendo zone di confine non facilmente delimitabili dai legislatori.

## Differenza con la colpa cosciente
- Nella colpa cosciente, anche detta colpa con previsione dell'evento, ben distante dal dolo eventuale, chi agisce prevede sì l'evento, ma facendo affidamento sulla sicura dominabilita' del rischio esclude (erroneamente) che questo si possa realizzare.[21] Un esempio è dato da Tizio che guida a tutta velocità la macchina e si rappresenta la possibilità di incidente, ma continua a correre fiducioso nella sua abilità di guidatore e convinto che ciò non si verificherà.

## Il dolo alternativo
- Il dolo alternativo non è una forma autonoma di dolo: riflette solo situazioni in cui il soggetto agendo con dolo diretto od eventuale, "si rappresenta come conseguenza del suo agire più eventi, tra loro incompatibili": e cioè quando "l'agente prevede come conseguenza certa (dolo diretto) o possibile (dolo eventuale) della sua azione il verificarsi di due eventi, ma non sa quale si realizzerà in concreto".[22]

## Giurisprudenza
- Sentenza Corte di Cassazione n. 44712/2008
- Sentenza Cassazione penale, sez. IV, 24 marzo 2010, n. 11222, su ildirittopenale.blogspot.com.